# Departamento de Kouilou
Kouilou es un departamento de la República del Congo.  Kouilou limita con el departamento de Niari e internacionalmente con Gabón y la zona de Cabinda, que pertenece a Angola. 
Kouilou es también el nombre de un río, el Kouilou-Niari.

## Geografía
Situado en la costa del país, tiene 91 955 habitantes.
La capital es Hinda. Entre sus ciudades principales se incluyen a Madingo-Kayes y Mvouti.

## División administrativa
Se divide en 3 distritos: 
1. Kakamoeka
2. Madingo-Kayes
3. Mvouti.
4. Pointe-Noire, que posee su propio estatus departamental.